# Тридцать шесть фуг для фортепиано
Тридцать шесть фуг для фортепиано (фр. Trente-six fugues pour le pianoforte) ― цикл фуг, сочинённый Антонином Рейхой и впервые изданный композитором в Вене в 1803 году. Этот сборник послужил иллюстрацией к т. н. «новой системе написания фуг» (фр. nouveau système), изобретённой и усовершенствованной Рейхой. Данная система включала в себя, среди прочего, широкое использование полиритмов, заимствованных из народной музыки, и ответы на любых ступенях гаммы, а не только на доминанте, как было принято в традиционной гармонии.

## История
Рейха, скорее всего, начал сочинять фуги во время своего короткого пребывания в Гамбурге. В 1799 году он переехал в Париж и вскоре опубликовал там сборник из двенадцати фуг, все из которых впоследствии были включены в цикл из 36 фуг (под номерами 1, 2, 4, 8, 20–23, 25–27 и 35). К 1802 году композитор перебрался в Вену, где и был опубликован полный цикл фуг ― под названием «Trente six fugues pour le pianoforte, composées d'après un nouveau système» («Тридцать шесть фуг для фортепиано, сочинённых по новой системе»); в него также вошли фантазия (соч. 31) и фуга на тему Доменико Скарлатти (соч. 32), изданные в Париже в 1802 году.
Сборник посвящён Йозефу Гайдну, которого Рейха знал с начала 1790-х годов; предисловие к композиции содержит стихотворение в его честь, написанное на французском и немецком языках. Фугам в первом издании предшествовали обширные текстовые примечания, в которых Рейха защищал применение таких композиционных методов, как, например, полиритмия ― для этого он приводил многочисленные примеры из национальной музыки Швейцарии, Эльзаса, Греции и западных регионов Франции, расположенных на берегу Бискайского залива.
Второе издание было опубликовано в Вене в 1805 году и включало в себя небольшой текст «Über das neue Fugensystem» («О новой системе написания фуг»), в котором Рейха объяснил теоретическую основу фуг в виде полемики с многочисленными противниками его идей ― среди них были Людвиг ван Бетховен, который отверг метод Рейхи по «превращению фуги в то, что больше не является фугой» (нем. «daß die Fuge keine Fuge mehr ist»), и Роберт Шуман. В тексте Рейхи также упоминаются обстоятельства, приведшие к сочинению некоторых фуг на заимствованные темы: по словам композитора, его парижские друзья выбрали несколько тем и попросили его сочинить на них фуги «по новой методике».
В издании 1973 года Bärenreiter-Verlag сборник имеет номер опуса 36, но в каталоге Стоуна он не значится под каким-либо номером.

## Музыка

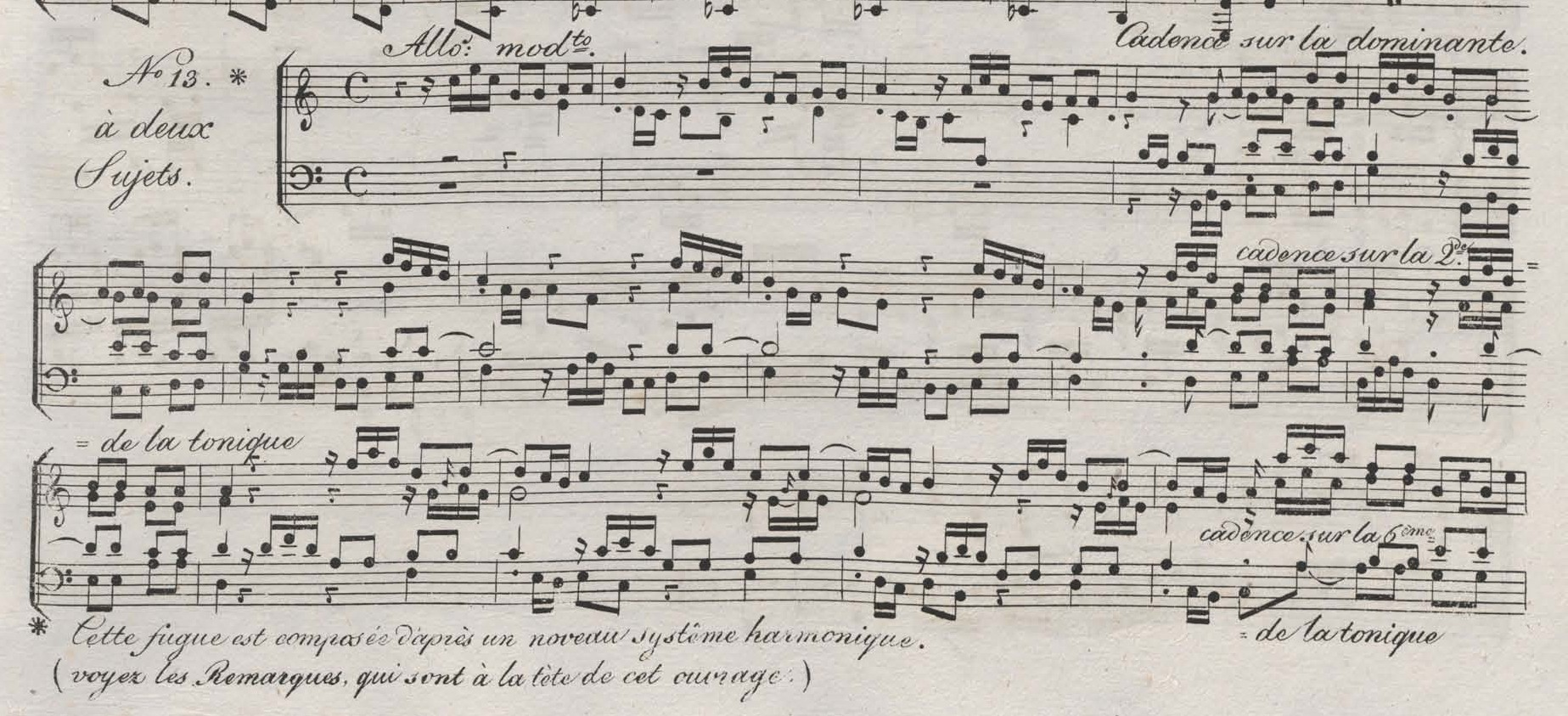
Начало фуги № 13, демонстрирующей «новую гармоническую систему»

В тексте «Über das neue Fugensystem» Рейха излагает своё представление о фуге как о музыкальной форме. Для него наиболее важными являлись следующие характеристики:
1. Тема должна появиться во всех голосах, которые вступают один за другим.
2. На протяжении всей фуги её текстура и характер должны оставаться чисто контрапунктическими.
3. Все музыкальные идеи должны исходить только из главной темы[6].

Стандартное правило ответа на доминанте не имело значения для Рейхи, и он утверждал, что для этого можно использовать любую ступень гаммы (например, в фуге № 20 на главное проведение темы происходит ответ на четвёртой повышенной ступени). Композитор также отклоняет ограничения, касающиеся тем фуги, такие, как их обязательная непериодическая структура (одна из тем фуги № 18 состоит из одной повторяющейся ноты) и максимальный диапазон темы в октаву (тема фуги № 7 имеет диапазон более чем в две октавы).
Хотя большинство фуг построены на одной теме, в цикле присутствуют двухтемные (№ 4, 13, 18, 31, 32, 34), трёхтемные (№ 30) и шеститемные (№ 150) фуги. В шести фугах цикла использованы темы других композиторов:
- Фуга № 3 фа минор ― первая часть Струнного квартета № 23 Йозефа Гайдна, соч. 20, № 5.
- Фуга № 5 соль мажор ― тема фуги G-dur Иоганна Себастьяна Баха из Книги II Хорошо темперированного клавира, BWV 884/2.
- Фуга № 7 ре мажор ― начало Хаффнер-симфонии Вольфганга Амадея Моцарта, К. 385.
- Фуга № 9 соль минор ― «Кошачья фуга» Доменико Скарлатти, Kk. 30/L. 499.
- Фуга № 14 ― «Музыкальные цветы» Джироламо Фрескобальди.
- Фуга № 15 построена на шести темах, одной из которых является мотив из оратории Георга Генделя «Израиль в Египте».

## Список фуг
- Фуга № 1, Allegro
- Фуга № 2, Allegro

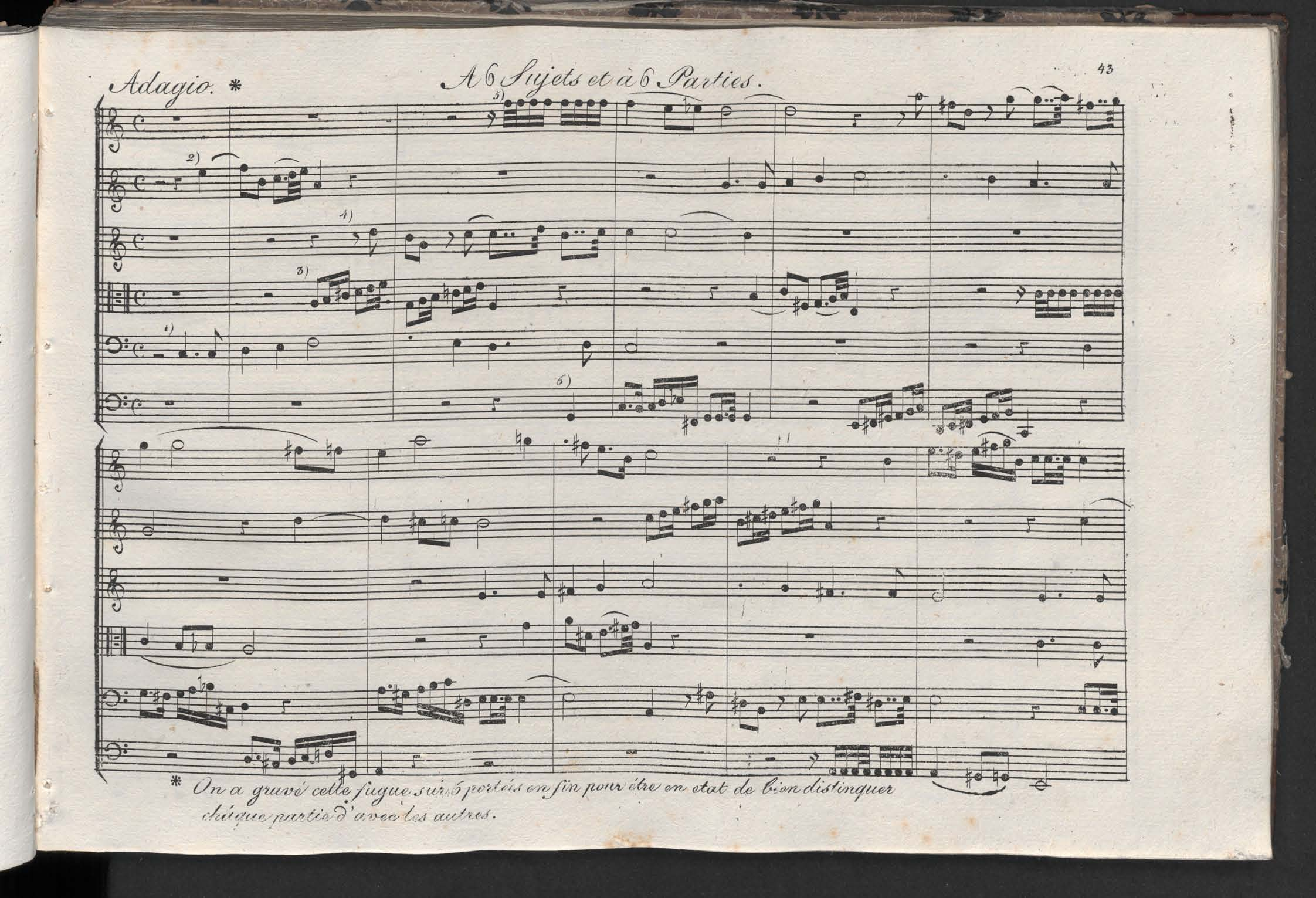
Фуга № 15 имеет шесть тем, в издании 1805 года она напечатана в двух версиях: первая ― на шести нотоносцах (изображённая здесь), вторая ― на двух нотоносцах.

- Фуга № 3, Molto moderato (тема Гайдна)
- Фуга № 4, Allegro moderato ― 2 темы
- Фуга № 5, Allegretto (тема Баха)
- Фуга № 6, Allegro moderato
- Фуга № 7, Allegro (тема Моцарта)
- Фуга № 8, Allegretto ― имеет подзаголовок «Гармонический круг» (фр. Cercle harmonique), т. к. её тема звучит во всех тональностях
- Фуга № 9, Allegro moderato (тема Скарлатти)
- Фуга № 10 ― в размере 12/4
- Фуга № 11, Allegro moderato
- Фуга № 12, Allegretto ― в размере 2/8
- Фуга № 13, Allegro moderato ― 2 темы
- Фуга № 14, Ferme et avec majesté—Presto, имеет подзаголовок «Фуга-фантазия» (тема Фрескобальди)
- Фуга № 15, Adagio ― шесть тем (одна из них ― мотив из творчества Генделя)
- Фуга № 16, Andante un poco allegretto
- Фуга № 17, Allegro
- Фуга № 18, Adagio ― 2 темы
- Фуга № 19, Allegro
- Фуга № 20, Allegretto ― в размере 5/8
- Фуга № 21, Allegro
- Фуга № 22, Allegretto
- Фуга № 23, Allegro

- Фуга № 24, Allegro moderato
- Фуга № 25, Allegro
- Фуга № 26, Allegro

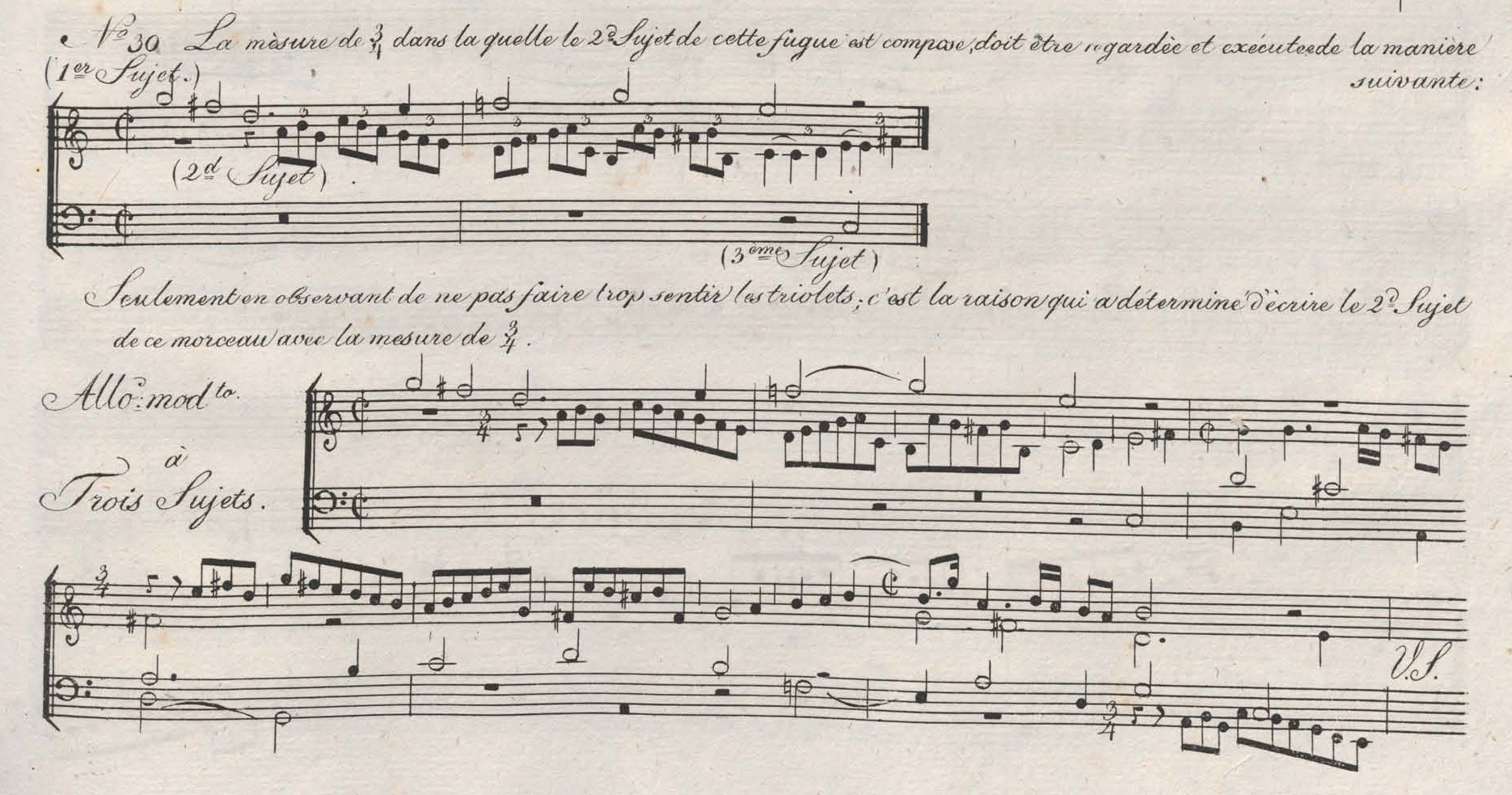
Первые такты фуги № 30

- Фуга № 27, Allegro ― перед введением темы фуги звучит вступление
- Фуга № 28, Allegro
- Фуга № 29, Allegro moderato
- Фуга № 30, Allegro moderato ― 3 темы, в композиции применяются полиритмы
- Фуга № 31, Allegro moderato
- Фуга № 32, Poco lento
- Фуга № 33, Allegro
- Фуга № 34, Un poco presto ― 2 темы
- Фуга № 35, Allegro
- Фуга № 36, Allegro moderato